# Grégory Proment
Grégory Proment (Parijs, 10 december 1978) is een Franse voetballer (middenvelder) die voor SM Caen uitkomt. Eerder speelde hij bij FC Metz - waar hij aanvoerder was - en bij Antalyaspor.

## Carrière
- 1997-2006: FC Metz
- 2006-2010 :SM Caen
- 2010-2011 : Antalyaspor
- 2011-... : SM Caen